# تشاوفين (ألبرتا)
تشاوفين (بالإنجليزية: Chauvin, Alberta)‏ هي مستوطنة تقع في كندا في ألبرتا. يقدر عدد سكانها بـ 334 نسمة ومساحتها 2.32 كم2 وترتفع عن سطح البحر 625 متر.